# Clippen
Bij de klimsport worden diverse hulpmiddelen gebruikt ten behoeve van de veiligheid. Het clippen verwijst (meestal) naar de handeling van het, door een voorklimmer, inbrengen van het klimtouw in een aan de rots/wand bevestigd setje.